# Samsung SDI Magyarország Gyártó és Értékesítő Zrt.
A Samsung SDI Magyarország Gyártó és Értékesítő Zrt. (rövidített elnevezése: Samsung SDI Magyarország Zrt.) a dél-koreai székhelyű Samsung SDI magyarországi leányvállalata.
A Coface CEE Top 500 rangsor szerint 2021-ben és 2022-ben Magyarország 13. illetve 6. és Közép- és Kelet-Európa 98., illetve 52. legnagyobb forgalmú vállalata.
2001 márciusában alapították színestelevízió-képcsövek, plazmatv-panelek és mobiltelefon-kijelzők gyártására, melyhez Gödön építette fel üzemét. A termékek iránti kereslet csökkenése miatt azonban a gyárat 2014-ben bezárták. A telephelyen 2016-ban kezdte meg egy akkumulátorgyár felépítését, melyet azóta többször bővítettek. 2022-re Magyarország második legnagyobb árbevételű gyára lett.

## Története

### Kijelzőgyártás (2001–2014)
2001 márciusában alapították színestelevízió-képcsövek, plazmatv-panelek és mobiltelefon-kijelzők gyártására. Tulajdonosa eredetileg a csoport német leányvállalata volt, 2006-ban vette át az anyacég Samsung SDI Co. Ltd. 322 000 m²-es üzemét Gödön építette fel. Egyik alapterméke a katódsugárcső volt, melyet a régi típusú televíziók kijelzőjéhez használtak fel. Eredetileg 20"-os és 21"-os képcsöveket gyártott, majd 28", 29" és 32"-os képcsövek gyártására is alkalmassá tették. A technológia fejlődésével azonban idővel megszűnt iránta a kereslet. A plazmatelevíziókhoz szükséges alkatrészek gyártása érdekében 2007-ben kisebb bővítést is végrehajtottak, de később ez iránt is csökkent a kereslet. A 2012-ben még 887 alkalmazottat foglalkoztató üzemet így két évvel később bezárták.

### Akkumulátorgyártás (2016–)
A gödi telephelyen a cég 2016-ban kezdte meg egy akkumulátorgyár felépítését, melyet évi 50 000, európai elektromosautó-gyártóknak szánt akkumulátor előállítására terveztek, 2018 második felétől kezdődően. A lokáció kiválasztásában szerepet játszott a közép-európai autógyártók közelsége. 2022-re árbevétele elérte a 4 milliárd 75 millió eurót, munkavállalói létszáma a 2667 főt; tevékenysége során 54,9 ezer tonna hulladékot (ebből 35,3 ezer tonna veszélyes hulladékot) termelt. Ebben az évben már Magyarország második legnagyobb árbevételű gyára volt.
2023-ban folyamatban van a gyár harmadik ütemének bővítése, melynek érdekében a kormány bővítette a gödi ipari-innovációs fejlesztési területet. A környéken élők egy része ugyanakkor nem támogatja a bővítést, mivel az üzem zajos, a talajvízben egy alkalommal akkumulátorgyártáshoz használt mérgező anyagot találtak, és a gyár rendszeresen megszegi a rá vonatkozó előírásokat.
A hivatalos légszennyezettségi adatok szerint 2019 és 2022 között az üzem 88 tonna magzatkárosító N-metil-2-pirrolidon oldószert bocsátott a levegőbe. A munkavédelmi határozatok szerint 2021 és 2023 között összesen háromszor tízmillió forint bírságot szabtak ki munkavédelmi vétségekért, miután a munkahelyi levegőben a nikkel és a kobalt koncentrációja a határértékeket több alkalommal jelentősen meghaladta. 2023 őszén környezetvédelmi felülvizsgálati eljárás indult, melynek eredményeképpen – a cég által benyújtott adatok alapján, saját mérések nélkül – decemberben a Pest Vármegyei Kormányhivatal kiadta a tíz évre szóló környezethasználati engedélyt annak ellenére, hogy a Népegészségügyi Osztály szerint zaj meghaladta a határértéket. A Göd-ÉRT Környezetvédelmi és Városvédő Egyesület keresetének helyt adva azonban a Budapest Környéki Törvényszék 2024 áprilisában felfüggesztette a környezethasználati engedélyt.
A Covid19-járvány első hulláma idején hozott kormányrendelet, majd törvény értelmében a gyár területét különleges gazdasági övezetnek jelölték ki, így a terület tulajdonjoga, a helyi adóztatás joga, valamint egyes további hatáskörök Göd önkormányzatától Pest vármegye önkormányzatához kerültek. Ez alapján 2023-ban a megyei önkormányzathoz 6,5 milliárd Ft iparűzési adó, 17 millió Ft telekadó és 311 millió Ft építményadó folyt be.
Az elektromosautó-vásárlási támogatások visszavágása 2023 végétől a kereslet csökkenéséhez vezetett, ezért a gyártók világszerte, de különösen Európában visszafogták a termelést. A járműipari szereplők akkumulátor-megrendeléseinek visszaesése érzékenyen érintette az ágazatot. Ennek megfelelően a cég létszáma március és augusztus között 234 fővel, mintegy 6%-kal csökkent.